# Бої за Слов'янськ (1917)
Бої за Слов'янськ (грудень 1917) — бойові дії за контроль над містом Слов'янськ між більшовиками та армією УНР.

## Історія
Наприкінці 1917 року міська дума Слов'янська визнала владу Української Центральної Ради[джерело?]. Для підтримання громадського порядку та оборони міста тут розмістився загін Чорного куреня гайдамаків, чисельність якого становила 200 козаків.  
Значну деструкцію у життя міста вносила Рада робітничих депутатів. 2 (15) жовтня 1917 року у відставку пішов голова Ради есер Михайловський. Новим головою ради було обрано есера Івана Яковича Зубашева. Через деякий час більшовикам вдалось провести перевибори членів ради і отримати у ній більшість. Новим головою ради став більшовик Петро Іванович Шишков.  
8 (21) грудня 1917 року московська червона гвардія під командуванням Володимира Антонова-Овсієнка без офіційного оголошення війни вторглася на територію Української Народної Республіки. Одна із першочергових задач для Антонова-Овсієнка в Україні зводилася до утворення збройного з'єднання із загонами Червоної гвардії Донбасу. Внаслідок цього мав обірватися зв'язок України з Доном. Посеред їхнього шляху стояв Слов'янськ, який захищав нечисленний курінь гайдамаків.
Антонов-Овсієнко, прибувши до Харкова, визначив найголовніше завдання для червоного війська:

| Шляхом збройного обходу Північно-Донецької залізниці за лінією «Лозова–Слов'янськ» нам слід розчистити шлях до Юзівки. |
| — Антонов-Овсієнко |

Центральний ревком Донбасу, в зв'язку з наказом Антонова-Овсієнка, мав встановити зв'язок зі Слов'янськом через Костянтинівку та Дружківку задля подальшого постачання зброї їхнім військам.
18 грудня до Харкова прибули посилені загони московських червоногвардійців на чолі з Єгоровим. Антонов-Овсієнко призначив його командиром усіма червоними силами, які розташовувалися у Лозовій. У наказі також йшла мова про те, що Єгоров після зайняття Лозової мав захопити Слов'янськ силами двох рот. Того ж дня Лозову було захоплено, а Муравйов надіслав туди на допомогу Єгорову залишки Тверського революційного загону.
Про це Муравйов писав:

| Негайно пошліть їх і накажіть їм зайняти Слов'янськ, надайте їм сто чоловік своїх червоноармійців, аби за будь-яку ціну зайняти Слов'янськ та закріпитися там. |
| — Муравйов |

Після захоплення більшовиками Павлограда для зайняття Слов'янська було надіслано загін Рудольфа Сіверса.
19 грудня 1917 року, внаслідок короткого бою, загін московських червоноармійців (300 бійців) вибив гайдамаків з міста, встановивши зв'язок з ревкомами та більшовицькою владою у Юзівці.